# Герб Троцького воєводства
Герб Троцького воєводства (пол. Herb województwa Trockiego) — офіційний символ Троцького воєводства Великого князівства Литовського та Речі Посполитої.

## Опис
У червоному полі лицар у срібних обладунках, що тримає у правій руці спис (у пізніх версіях алебарду), а в лівій щит. У польському виданні Статуту 1614 року відсутній щит, але є палаш на поясі.

## Історія
Воєводство було створено 1413 року на підставі Городельської унії з Гродненського та Троцького князівств. Проте символ Трокської землі вперше з'являється ще на печатках Вітовта 1404 та 1407 років. Витоки герба, ймовірно, сягають печатки Кейстута, співправителя Великого князівства Литовського, вотчиною якого було Трокське князівство. На печатці Кейстут використав образ лицаря зі щитом та мечем. Саме це зображення у дещо видозміненому варіанті (замість меча лицар отримав спис) Вітовт використовував як герб Трокської землі. У гербовнику 1456 року «Кодекс Бергсхамара» герб виглядав так: у червоному полі крокує срібний лицар, який тримає в правиці спис, а лівою спирається на червоний щит, на якому вміщені золоті Колюмни. Майже таке ж гербове зображення Трокської землі (тільки без «Калюмн») дає інший гербовник 1555 — Stemmata Polonica.
Свидригайло Ольгердавіч, а пізніше — Сигізмунд Кейстутович на тронних печатках продовжили використання цього малюнка герба.
Сигізмунд III Ваза на великій Литовській печатці серед 12 гербів, розміщених навколо герба Великого князівства Литовського Погоні, також бачимо трокського лицаря, щоправда лицар повернутий у ліву геральдичну сторону (праворуч від глядача) і вже з алебардою.
Новогрудський воєвода (1755—1772), історик і геральдист Юзеф Яблоновський наводить такий опис герба: «чоловік озброєний піший з палашею збоку, списом у руці».Герб, імовірно, використовувався на Трокській корогві. Але, у зв'язку з активною полонізацією Великого князівства Литовського, Статутом 1566 року було встановлено, що всі воєводства на лицьових боках хоругв мають великокнязівський герб «Погоню». Олександр Гваньїні дає опис:
Корогва Трокського воєводства про два роги, тридцятьма п'ятьма мірами блакитної китайки, містить у собі герб Великого князівства Литовського: озброєний чоловік на коні з мечем, у червоному полі.Оригінальний текст (пол.)
Chorągiew województwa trockiego o dwu rogach, trzydzieści i pięć miar kitajki lazurowej w sobie zamyka, herb na niej wielkiego ks. lit., mąż zbrojny na koniu z mieczem, w polu czerwonem.

Цей опис повторив і геральдист Каспер Несецький у своєму «Гербовнику Польському». Після виходу цих робіт у Короні Королівства Польського гербом воєводства став вважатися великокнязівський герб Погоня.
На основі давнього Трокського герба в Литовській республіці 1998 року затверджено герб Тракайського району, 2003 — герб Дзукії, а 2004 — Герб Алітуського повіту.

## Галерея

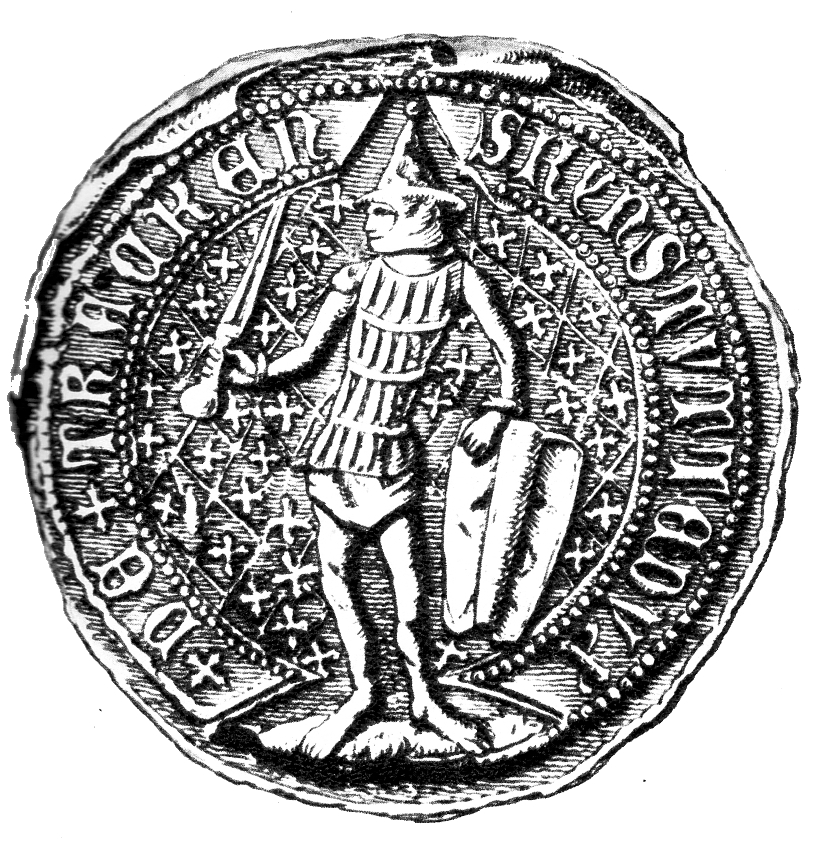
Печатка Кейстута, 1379 р.
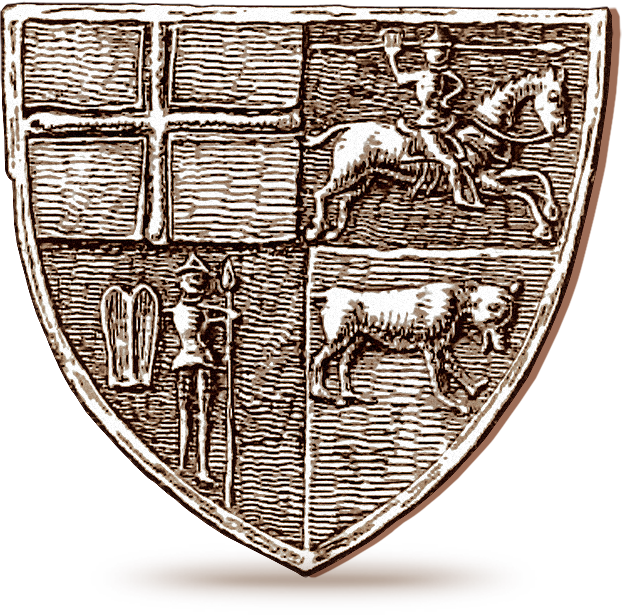
Герб з печатки Вітовта, 1404 р.
Герб Троцького князівства. З печатки Вітовта, 1407 р. (вар. 1)
Герб Троцького князівства. З печатки Вітовта, 1407 р. (вар. 2)
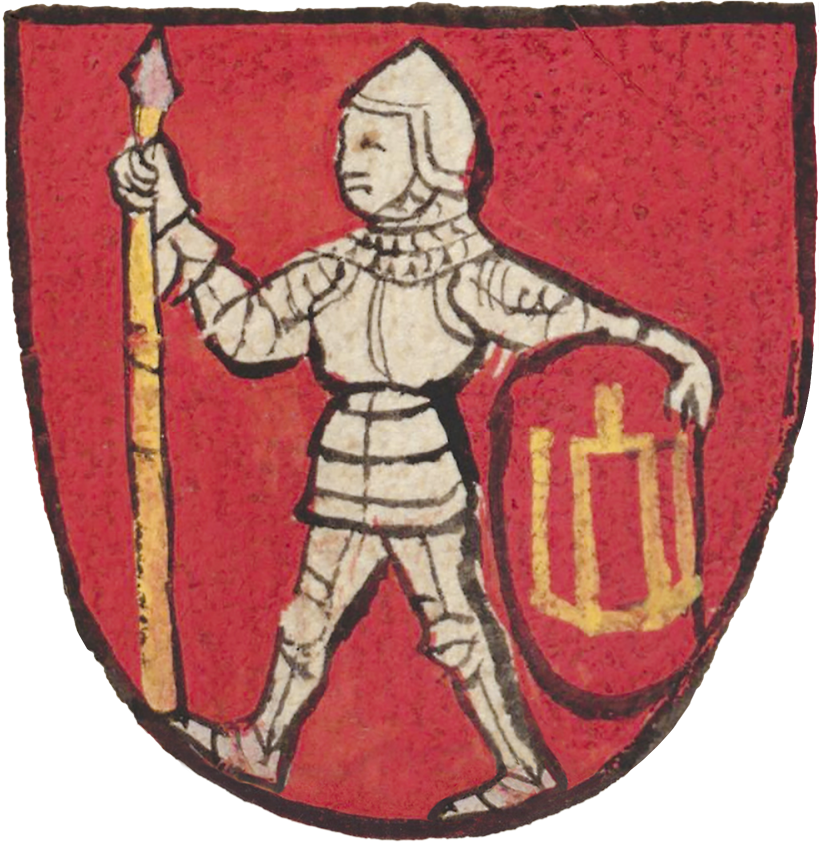
З гербовника Armorial Lyncenich, ОК. 1435 р.
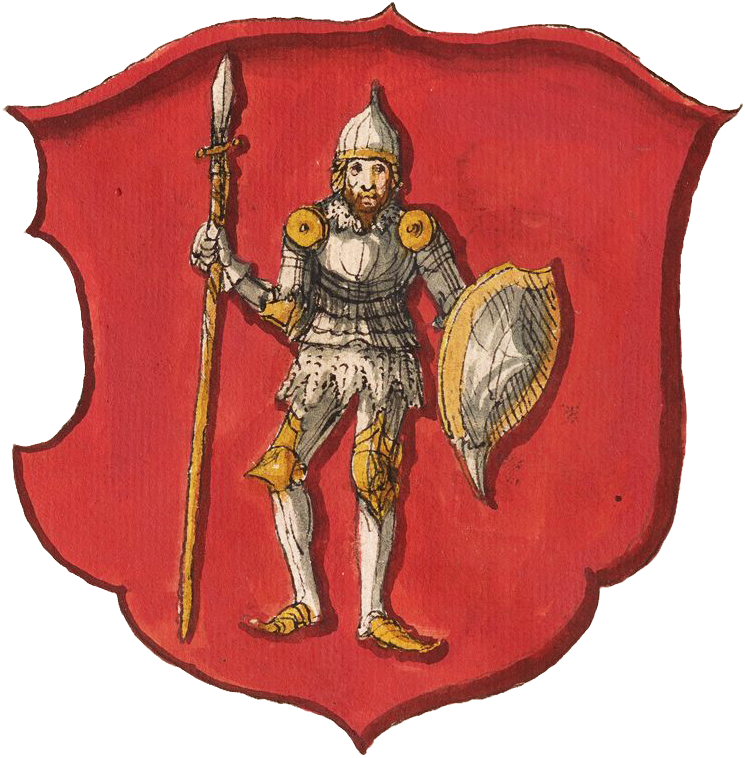
З гербовника Stemmata Polonica, коло 1555 р.
Промальовування з великої Литовської печатки Яна Собеського III. 1676 р.
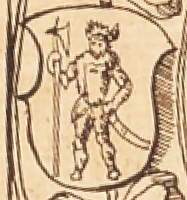
З польського видання Статуту ВКЛ, 1614 р.
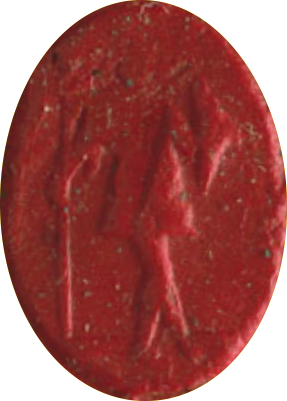
З великої Литовської печатки Станіслава-Августа, 1764 р.
Герб з військової корогви воєводства з гербовника Каспера Несецького, 1743 р.
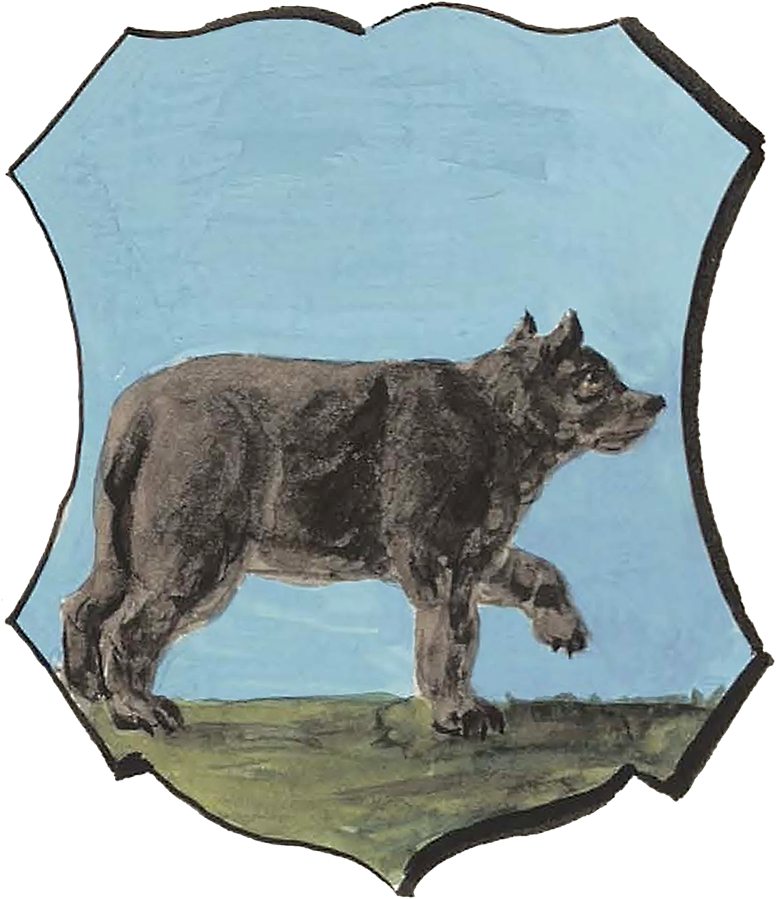
Помилкове зображення герба з гербовника Б. Старжинського, 1875-1900 р.
Реконструкція лицьової сторони Троцької корогви посполитого руйнування під час російсько-польської війни 1609-1618 рр.
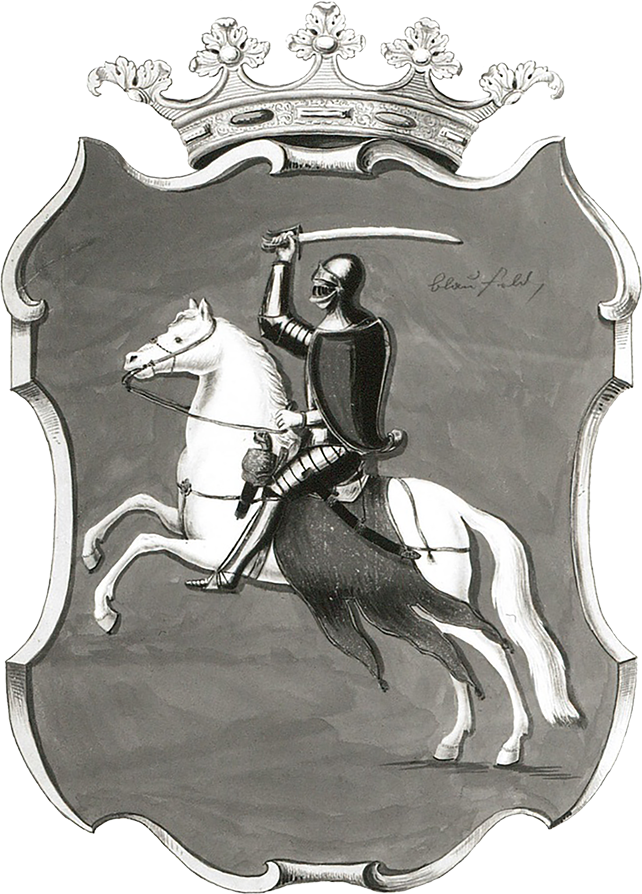
Акварельний ескіз герба для оформлення Сенатського (Посольського) залу Королівського замку у Варшаві. Близько 1720 року
Герб Тракайського району Литви, 1998 р.
Герб Дзукії, 2003 р.
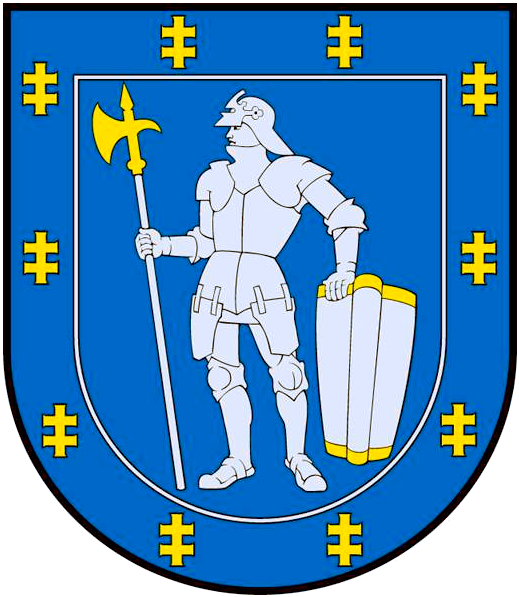
Герб алітуського повіту Литві, 2004 р.